# Шагалали (Аккайинський район)
Шагалали́ (каз. Шағалалы) — село у складі Аккайинського району Північноказахстанської області Казахстану. Адміністративний центр Шагалалинського сільського округу.
Населення — 1113 осіб (2021; 1283 у 2009, 1555 у 1999, 2523 у 1989).
Національний склад станом на 1989 рік:
- росіяни — 43 %
- німці — 26 %.

До 2010 року село називалось Чагли.